# Rudolf Szanwald
Rudolf Szanwald est un footballeur international autrichien, né le 6 juillet 1931 et mort le 2 janvier 2013 à Vienne.
Il était gardien de but et a participé à la Coupe du monde 1958 en Suède. En club, il a joué pour Wiener SC, FC Kärnten et Austria Vienne.